# Sybra ochreomarmorata
Sybra ochreomarmorata là một loài bọ cánh cứng trong họ Cerambycidae.